# Arthur von Eppinghoven
Christian Friedrich Arthur Meyer von Eppinghoven (Laken, 25 september 1852 - Etterbeek, 9 november 1940) was de jongste buitenechtelijke zoon van koning Leopold I van België en diens minnares Arcadie Claret.

## Levensloop
Arthur werd grootmaarschalk van het Coburgse hertogelijke hof en vleugeladjudant van de Bulgaarse koning. Als vertegenwoordiger van Coburg was hij in 1909 aanwezig op de begrafenis van Leopold II. Hij bleef er niet onopgemerkt want met zijn rijzige gestalte en zijn weelderige en vierkantig geknipte baard geleek hij sprekend op zijn overleden halfbroer.
Arthur trouwde in 1887 met Anna Lydia Harris (Genua, 9 september 1862 - Elsene, 31 augustus 1944), de dochter van de Britse consul in Nice, James Charles Harris en de Duitse barones Gerhardine von Gall. Samen kregen ze één kind, Louise-Marie von Eppinghoven, (Wiesbaden, 4 januari 1894 - Etterbeek, 3 april 1966), genoemd naar haar doopmeter prinses Louise van België. Haar dooppeter was koning Ferdinand I van Bulgarije.
Na de Duitse nederlaag in 1918 moesten alle Duitse vorsten hun ambt neerleggen, ook de hertog van Coburg. Voor Arthur vielen de inkomsten weg, net zoals zijn positie aan een regerend vorstenhuis. Wat hij van zijn moeder had geërfd smolt aanzienlijk als gevolg van de hollende inflatie. Nog enkele jaren probeerde hij te overleven in Duitsland, maar dat lukte niet. Totaal aan de grond keerde hij in 1924 naar België terug en vestigde zich met zijn vrouw en dochter in Etterbeek. In 1934 liet hij op de akten van de burgerlijke stand zijn naam wijzigen van Meyer in von Eppinghoven en nam hij de Belgische nationaliteit aan. Zijn vrouw vroeg om hulp bij koning Albert I en kreeg die ook, onder vorm van een lijfrente.  
In november 1940 overleed Arthur von Eppinghoven, arm en ziek. Hij werd begraven op het kerkhof van Laken (perk 21), in de schaduw van de Koninklijke Crypte. Hij was het laatste kind van Leopold I. Ook na zijn dood werd materiële bijstand verleend aan zijn weduwe en dochter, onder meer als voorschot op het erfdeel dat ze nog van Arthurs halfzuster, keizerin Charlotte van Mexico, moesten ontvangen. Hun ongehuwd gebleven dochter, Louise-Marie, werd ook door prins-regent Karel geholpen, die voor haar een huis liet aankopen door de Koninklijke Schenking en haar er het ganse leven gratis liet wonen. 

## Stamboom familie von Eppinghoven
|                                    |                                    |                                    |                                    |                                    |                                    |                           |                           |                                |                                |                                |                                |                                |                                |                        |                        |                        |                        |                        |                        | Leopold I van België   | Leopold I van België   | Leopold I van België   | Leopold I van België   | Leopold I van België   | Leopold I van België   |                       |                       | Arcadie Claret        | Arcadie Claret        | Arcadie Claret | Arcadie Claret | Arcadie Claret          | Arcadie Claret          |                         |                         |                         |                         |                        |                        |                              |                              |                              |                              |                              |                              |                   |                   |                   |                   |
|                                    |                                    |                                    |                                    |                                    |                                    |                           |                           |                                |                                |                                |                                |                                |                                |                        |                        |                        |                        |                        |                        | Leopold I van België   | Leopold I van België   | Leopold I van België   | Leopold I van België   | Leopold I van België   | Leopold I van België   |                       |                       | Arcadie Claret        | Arcadie Claret        | Arcadie Claret | Arcadie Claret | Arcadie Claret          | Arcadie Claret          |                         |                         |                         |                         |                        |                        |                              |                              |                              |                              |                              |                              |                   |                   |                   |                   |
|                                    |                                    |                                    |                                    |                                    |                                    |                           |                           |                                |                                |                                |                                |                                |                                |                        |                        |                        |                        |                        |                        |                        |                        |                        |                        |                        |                        |                       |                       |                       |                       |                |                |                         |                         |                         |                         |                         |                         |                        |                        |                              |                              |                              |                              |                              |                              |                   |                   |                   |                   |
|                                    |                                    |                                    |                                    |                                    |                                    |                           |                           |                                |                                |                                |                                |                                |                                |                        |                        |                        |                        |                        |                        |                        |                        |                        |                        |                        |                        |                       |                       |                       |                       |                |                |                         |                         |                         |                         |                         |                         |                        |                        |                              |                              |                              |                              |                              |                              |                   |                   |                   |                   |
|                                    |                                    |                                    |                                    |                                    |                                    |                           |                           |                                |                                |                                |                                | Georg von Eppinghoven          | Georg von Eppinghoven          | Georg von Eppinghoven  | Georg von Eppinghoven  | Georg von Eppinghoven  | Georg von Eppinghoven  |                        |                        | Anna Brust             | Anna Brust             | Anna Brust             | Anna Brust             | Anna Brust             | Anna Brust             |                       |                       |                       |                       |                |                |                         |                         |                         |                         | Arthur von Eppinghoven  | Arthur von Eppinghoven  | Arthur von Eppinghoven | Arthur von Eppinghoven | Arthur von Eppinghoven       | Arthur von Eppinghoven       |                              |                              | Anna Lydia Harris            | Anna Lydia Harris            | Anna Lydia Harris | Anna Lydia Harris | Anna Lydia Harris | Anna Lydia Harris |
|                                    |                                    |                                    |                                    |                                    |                                    |                           |                           |                                |                                |                                |                                | Georg von Eppinghoven          | Georg von Eppinghoven          | Georg von Eppinghoven  | Georg von Eppinghoven  | Georg von Eppinghoven  | Georg von Eppinghoven  |                        |                        | Anna Brust             | Anna Brust             | Anna Brust             | Anna Brust             | Anna Brust             | Anna Brust             |                       |                       |                       |                       |                |                |                         |                         |                         |                         | Arthur von Eppinghoven  | Arthur von Eppinghoven  | Arthur von Eppinghoven | Arthur von Eppinghoven | Arthur von Eppinghoven       | Arthur von Eppinghoven       |                              |                              | Anna Lydia Harris            | Anna Lydia Harris            | Anna Lydia Harris | Anna Lydia Harris | Anna Lydia Harris | Anna Lydia Harris |
|                                    |                                    |                                    |                                    |                                    |                                    |                           |                           |                                |                                |                                |                                |                                |                                |                        |                        |                        |                        |                        |                        |                        |                        |                        |                        |                        |                        |                       |                       |                       |                       |                |                |                         |                         |                         |                         |                         |                         |                        |                        |                              |                              |                              |                              |                              |                              |                   |                   |                   |                   |
|                                    |                                    |                                    |                                    |                                    |                                    |                           |                           |                                |                                |                                |                                |                                |                                |                        |                        |                        |                        |                        |                        |                        |                        |                        |                        |                        |                        |                       |                       |                       |                       |                |                |                         |                         |                         |                         |                         |                         |                        |                        |                              |                              |                              |                              |                              |                              |                   |                   |                   |                   |
| Henriette-Marianna von Eppinghoven | Henriette-Marianna von Eppinghoven | Henriette-Marianna von Eppinghoven | Henriette-Marianna von Eppinghoven | Henriette-Marianna von Eppinghoven | Henriette-Marianna von Eppinghoven |                           |                           | Heinrich-Georg von Eppinghoven | Heinrich-Georg von Eppinghoven | Heinrich-Georg von Eppinghoven | Heinrich-Georg von Eppinghoven | Heinrich-Georg von Eppinghoven | Heinrich-Georg von Eppinghoven |                        |                        | Anna Lintermann        | Anna Lintermann        | Anna Lintermann        | Anna Lintermann        | Anna Lintermann        | Anna Lintermann        |                        |                        | Claude Eric Tebbitt    | Claude Eric Tebbitt    | Claude Eric Tebbitt   | Claude Eric Tebbitt   | Claude Eric Tebbitt   | Claude Eric Tebbitt   |                |                | Arcadie von Eppinghoven | Arcadie von Eppinghoven | Arcadie von Eppinghoven | Arcadie von Eppinghoven | Arcadie von Eppinghoven | Arcadie von Eppinghoven |                        |                        | Louise-Marie von Eppinghoven | Louise-Marie von Eppinghoven | Louise-Marie von Eppinghoven | Louise-Marie von Eppinghoven | Louise-Marie von Eppinghoven | Louise-Marie von Eppinghoven |                   |                   |                   |                   |
| Henriette-Marianna von Eppinghoven | Henriette-Marianna von Eppinghoven | Henriette-Marianna von Eppinghoven | Henriette-Marianna von Eppinghoven | Henriette-Marianna von Eppinghoven | Henriette-Marianna von Eppinghoven |                           |                           | Heinrich-Georg von Eppinghoven | Heinrich-Georg von Eppinghoven | Heinrich-Georg von Eppinghoven | Heinrich-Georg von Eppinghoven | Heinrich-Georg von Eppinghoven | Heinrich-Georg von Eppinghoven |                        |                        | Anna Lintermann        | Anna Lintermann        | Anna Lintermann        | Anna Lintermann        | Anna Lintermann        | Anna Lintermann        |                        |                        | Claude Eric Tebbitt    | Claude Eric Tebbitt    | Claude Eric Tebbitt   | Claude Eric Tebbitt   | Claude Eric Tebbitt   | Claude Eric Tebbitt   |                |                | Arcadie von Eppinghoven | Arcadie von Eppinghoven | Arcadie von Eppinghoven | Arcadie von Eppinghoven | Arcadie von Eppinghoven | Arcadie von Eppinghoven |                        |                        | Louise-Marie von Eppinghoven | Louise-Marie von Eppinghoven | Louise-Marie von Eppinghoven | Louise-Marie von Eppinghoven | Louise-Marie von Eppinghoven | Louise-Marie von Eppinghoven |                   |                   |                   |                   |
|                                    |                                    |                                    |                                    |                                    |                                    |                           |                           |                                |                                |                                |                                |                                |                                |                        |                        |                        |                        |                        |                        |                        |                        |                        |                        |                        |                        |                       |                       |                       |                       |                |                |                         |                         |                         |                         |                         |                         |                        |                        |                              |                              |                              |                              |                              |                              |                   |                   |                   |                   |
|                                    |                                    |                                    |                                    |                                    |                                    |                           |                           |                                |                                |                                |                                |                                |                                |                        |                        |                        |                        |                        |                        |                        |                        |                        |                        |                        |                        |                       |                       |                       |                       |                |                |                         |                         |                         |                         |                         |                         |                        |                        |                              |                              |                              |                              |                              |                              |                   |                   |                   |                   |
|                                    |                                    |                                    |                                    | Alarich von Eppinghoven            | Alarich von Eppinghoven            | Alarich von Eppinghoven   | Alarich von Eppinghoven   | Alarich von Eppinghoven        | Alarich von Eppinghoven        |                                |                                | Anna Margarete Ziggert         | Anna Margarete Ziggert         | Anna Margarete Ziggert | Anna Margarete Ziggert | Anna Margarete Ziggert | Anna Margarete Ziggert |                        |                        | Jürgen von Eppinghoven | Jürgen von Eppinghoven | Jürgen von Eppinghoven | Jürgen von Eppinghoven | Jürgen von Eppinghoven | Jürgen von Eppinghoven |                       |                       |                       |                       |                |                |                         |                         |                         |                         |                         |                         |                        |                        |                              |                              |                              |                              |                              |                              |                   |                   |                   |                   |
|                                    |                                    |                                    |                                    | Alarich von Eppinghoven            | Alarich von Eppinghoven            | Alarich von Eppinghoven   | Alarich von Eppinghoven   | Alarich von Eppinghoven        | Alarich von Eppinghoven        |                                |                                | Anna Margarete Ziggert         | Anna Margarete Ziggert         | Anna Margarete Ziggert | Anna Margarete Ziggert | Anna Margarete Ziggert | Anna Margarete Ziggert |                        |                        | Jürgen von Eppinghoven | Jürgen von Eppinghoven | Jürgen von Eppinghoven | Jürgen von Eppinghoven | Jürgen von Eppinghoven | Jürgen von Eppinghoven |                       |                       |                       |                       |                |                |                         |                         |                         |                         |                         |                         |                        |                        |                              |                              |                              |                              |                              |                              |                   |                   |                   |                   |
|                                    |                                    |                                    |                                    |                                    |                                    |                           |                           |                                |                                |                                |                                |                                |                                |                        |                        |                        |                        |                        |                        |                        |                        |                        |                        |                        |                        |                       |                       |                       |                       |                |                |                         |                         |                         |                         |                         |                         |                        |                        |                              |                              |                              |                              |                              |                              |                   |                   |                   |                   |
|                                    |                                    |                                    |                                    |                                    |                                    |                           |                           |                                |                                |                                |                                |                                |                                |                        |                        |                        |                        |                        |                        |                        |                        |                        |                        |                        |                        |                       |                       |                       |                       |                |                |                         |                         |                         |                         |                         |                         |                        |                        |                              |                              |                              |                              |                              |                              |                   |                   |                   |                   |
| Armin von Eppinghoven              | Armin von Eppinghoven              | Armin von Eppinghoven              | Armin von Eppinghoven              | Armin von Eppinghoven              | Armin von Eppinghoven              |                           |                           | Peri Olga Schleining           | Peri Olga Schleining           | Peri Olga Schleining           | Peri Olga Schleining           | Peri Olga Schleining           | Peri Olga Schleining           |                        |                        | Ralph von Eppinghoven  | Ralph von Eppinghoven  | Ralph von Eppinghoven  | Ralph von Eppinghoven  | Ralph von Eppinghoven  | Ralph von Eppinghoven  |                        |                        | Elizabeth Fricker      | Elizabeth Fricker      | Elizabeth Fricker     | Elizabeth Fricker     | Elizabeth Fricker     | Elizabeth Fricker     |                |                |                         |                         |                         |                         |                         |                         |                        |                        |                              |                              |                              |                              |                              |                              |                   |                   |                   |                   |
| Armin von Eppinghoven              | Armin von Eppinghoven              | Armin von Eppinghoven              | Armin von Eppinghoven              | Armin von Eppinghoven              | Armin von Eppinghoven              |                           |                           | Peri Olga Schleining           | Peri Olga Schleining           | Peri Olga Schleining           | Peri Olga Schleining           | Peri Olga Schleining           | Peri Olga Schleining           |                        |                        | Ralph von Eppinghoven  | Ralph von Eppinghoven  | Ralph von Eppinghoven  | Ralph von Eppinghoven  | Ralph von Eppinghoven  | Ralph von Eppinghoven  |                        |                        | Elizabeth Fricker      | Elizabeth Fricker      | Elizabeth Fricker     | Elizabeth Fricker     | Elizabeth Fricker     | Elizabeth Fricker     |                |                |                         |                         |                         |                         |                         |                         |                        |                        |                              |                              |                              |                              |                              |                              |                   |                   |                   |                   |
|                                    |                                    |                                    |                                    |                                    |                                    |                           |                           |                                |                                |                                |                                |                                |                                |                        |                        |                        |                        |                        |                        |                        |                        |                        |                        |                        |                        |                       |                       |                       |                       |                |                |                         |                         |                         |                         |                         |                         |                        |                        |                              |                              |                              |                              |                              |                              |                   |                   |                   |                   |
|                                    |                                    |                                    |                                    |                                    |                                    |                           |                           |                                |                                |                                |                                |                                |                                |                        |                        |                        |                        |                        |                        |                        |                        |                        |                        |                        |                        |                       |                       |                       |                       |                |                |                         |                         |                         |                         |                         |                         |                        |                        |                              |                              |                              |                              |                              |                              |                   |                   |                   |                   |
|                                    |                                    |                                    |                                    | Alexander von Eppinghoven          | Alexander von Eppinghoven          | Alexander von Eppinghoven | Alexander von Eppinghoven | Alexander von Eppinghoven      | Alexander von Eppinghoven      |                                |                                |                                |                                |                        |                        | Konrad von Eppinghoven | Konrad von Eppinghoven | Konrad von Eppinghoven | Konrad von Eppinghoven | Konrad von Eppinghoven | Konrad von Eppinghoven |                        |                        | Derek von Eppinghoven  | Derek von Eppinghoven  | Derek von Eppinghoven | Derek von Eppinghoven | Derek von Eppinghoven | Derek von Eppinghoven |                |                |                         |                         |                         |                         |                         |                         |                        |                        |                              |                              |                              |                              |                              |                              |                   |                   |                   |                   |